# Hoffmannia cercidifolia
Hoffmannia cercidifolia är en måreväxtart som beskrevs av John Duncan Dwyer. Hoffmannia cercidifolia ingår i släktet Hoffmannia och familjen måreväxter.
Artens utbredningsområde är Panamá. Inga underarter finns listade i Catalogue of Life.